# Сливовые клёцки
Сливовые клёцки (сливовые кнедли, крокеты со сливами, цве́чгенкнёдель нем. Zwetschgenknödel, сильвашгомбо́ц венг. szilvás gombóc) — десертное блюдо австрийской, венгерской и чешской кухонь, картофельные клёцки с начинкой из свежей сливы.
Фруктовые клёцки были позаимствованы австрийской кухней из чешской в XVIII—XIX веках, когда во многих домах венской буржуазии держали богемских кухарок. До XIX века ингредиенты для этого блюда (картофель, сахар, корица) были совершенно недоступны бедным слоям населения. Сладкие кнедли получили широкое распространение только в эпоху бидермайера и с середины XIX века обнаруживаются в кулинарных книгах. По некоторым предположениям, к появлению фруктовых клёцек могли оказаться причастны глазированные фрукты — деликатес, подававшийся только при монарших дворах. От глазированных фруктов произошли фрукты в шоколаде или марципане, а находчивые венские домохозяйки заменили их на дешёвое тесто.
Тесто для сливовых клёцек готовят из очищенного картофеля в мундире, ещё горячим пропущенного через пресс-пюре или размятого, в смеси с мукой, сливочным маслом или маргарином и яйцами. У вымытой сливы удаляют косточки и начиняют кусочком сахара-рафинада с корицей. Сладкую сливу оставляют с косточкой, она не требует сахара. Раскатанное тесто нарезают квадратиками, на каждый из которых кладут сливу, кончики теста слепливают и формируют круглые клёцки. Сливовые клёцки отваривают в подсоленной кипящей воде, затем обваливают в поджаренных на сливочном масле панировочных сухарях. Перед подачей посыпают коричным сахаром. Клёцки можно также начинять сливовым повидлом. По такому же рецепту готовят абрикосовые клёцки.